# Kiatprawut Saiwaeo
Kiatprawut Saiwaeo (Thai: เกียรติประวุฒิ สายแวว, * 24. Januar 1986 in Ubon Ratchathani, Thailand) ist ein ehemaliger thailändischer Fußballspieler.

## Karriere

### Verein
Kiatprawut begann seine Karriere 2004 in der Jugendmannschaft des FC Chonburi, 2005 wechselte er zur Profimannschaft. Mit ihnen wurde er 2005 Meister der Thailand Provincial League und stieg in die Premier League auf. 
Ende 2007 wechselte er zusammen mit Suree Sukha und Teerasil Dangda zu Manchester City. Im Juli 2007 hatte der ehemalige thailändische Ministerpräsident Thaksin Shinawatra den Verein gekauft. Alle drei Spieler konnten sich jedoch nicht durchsetzen und wurden an andere Verein ausgeliehen. Zudem gab es Probleme mit den Visa in England. Kiatprawut wurde deshalb ab 2008 beim FC Brügge „geparkt“, bevor er letztendlich wieder zurück zum FC Chonburi kam. Eine langwierige Verletzung verhinderte allerdings, dass er in der Saison 2008 noch für den FC Chonburi auflaufen konnte. Bis er 2013 entlassen wurde, bekam Kiatprawut 14 Einsätze, in denen er zwei Tore schoss.
2014 wurde er von Chiangrai United, bei denen er seinen erfolgreichsten Karriereabschnitt zu verzeichnen hatte. Von Chiangrai wurde er in 68 Spielen eingesetzt und schoss sechs Tore.
In 2017 wechselte er erneut zu Chonburi FC, wo er nach einem halben Jahr Anfang 2018 von Police Tero FC aus Bangkok abgelöst wurde. Nach vier Monaten beendete er dort seine Karriere.

### Nationalmannschaft
Seit 2007 stand Kiatprawut im Kader der Thailändischen Nationalmannschaft. Zuvor hatte er bereits Einsätze für die U-21 des Landes als auch für die U-23, mit der er 2007 die Goldmedaille bei den Südostasienspielen gewann. Auch 2009 gehörte als Kapitän zum Kader der U-23 Mannschaft. 2007 nahm er mit der A-Mannschaft an der Fußball-Asienmeisterschaft 2007 teil. Er kam dabei jedoch nicht zum Einsatz.

## Erfolge

### Verein
Chonburi FC
- Thailändischer Meister: 2007
- Thailand Provincial League: 2005
- Kor Royal Cup-Sieger: 2008

### Nationalmannschaft
- Teilnahme an der Endrunde zur Fußball-Asienmeisterschaft: 2007
- Südostasienspiele (U-23) Goldmedaille: 2007